# Institut francophone de formation au cinéma animalier de Ménigoute
L'Institut francophone de formation au cinéma animalier de Ménigoute, couramment nommé IFFCAM, est  un établissement public. Sa gestion est assurée par une régie autonome du conseil général du département des Deux-Sèvres où il est implanté.
Les enseignements  y sont à la fois dispensés par des universitaires de l'Université de la Rochelle et des professionnels reconnus du milieu du cinéma animalier.
La particularité de l'établissement est d'offrir une formation audiovisuelle théorique et pratique initiale, continue ou sur mesure, orientée vers le documentaire animalier et nature,, ainsi qu'une formation consacrée à la photographie de nature et d'environnement.
Cette formation publique est unique en Europe. Seulement trois formations de ce type existent dans le monde, une aux États-Unis, une en Nouvelle-Zélande et l'IFFCAM en France.

## Histoire
Depuis sa création en 1984, le Festival international du film ornithologique de Ménigoute draine chaque année durant la dernière semaine du mois d'octobre, un public important dans les Deux-Sèvres. L'association Mainate, organisatrice du festival, a souhaité répondre à une demande régulière du public et des professionnels en mettant en place une formation pour acquérir les bases des techniques audiovisuelles spécifiques au cinéma animalier.
Un partenariat avec l'Université de Poitiers, qui délivrait déjà des diplômes dans le domaine du documentaire de création, a permis la mise en place de cette formation sous forme d'un diplôme universitaire (DU) à ses débuts, puis d'un Master validant un deuxième cycle de            l'enseignement supérieur.
La première promotion a commencé sa formation en septembre 2004 sur le secteur de Ménigoute.
Parallèlement et afin de permettre d'accueillir les étudiants dans les meilleures conditions, le département des Deux-Sèvres a acquis une propriété de 70 hectares située sur la commune voisine de Coutières, au lieu-dit « La Grimaudière ». Il a assuré la rénovation des bâtiments de cette ancienne ferme, l'aménagement des terrains et a créé une régie autonome qui assure la gestion de l'institut en substitution de l'association Mainate. L'IFFCAM occupe ces locaux depuis leur mise à disposition à la rentrée universitaire 2006.
Après le désengagement de l'Université de Poitiers pour raisons économiques en 2017, l'IFFCAM et l'Université de la Rochelle se sont associés en 2018, ce qui a permis de maintenir la délivrance de diplômes de l'enseignement supérieur.
Régulièrement, des films d'étudiants sont sélectionnés pour participer au Festival du film environnemental de Poitiers, organisé à l'ENSIP.

## Formations
Les formations en « réalisation de documentaire animalier » sont mises en œuvre et proposées par l'IFFCAM, en partenariat avec l'Université de la Rochelle. Elles sont accessibles en formation initiale comme en formation continue.

### Formation initiale
- 1re année  : "Méthodes et techniques de réalisation du film documentaire animalier"
- 2e année  : "Écriture et réalisation du film documentaire animalier"

Pour intégrer l'IFFCAM, les candidats doivent avoir, au minimum, une Licence (BAC + 3) validant un premier cycle universitaire ou un diplôme reconnu équivalent.

### Formation continue
Les formations sont accessibles en professionnelle continue. Le profil demandé reste le même, mais les postulants peuvent bénéficier - s'ils n'ont pas le niveau d'études requis - d'une Validation des Acquis d'Expérience pour pouvoir postuler aux formations.
Les entreprises, associations ou particuliers qui souhaitent acquérir un savoir-faire ayant trait à l'utilisation de matériel photographique, vidéo ou au documentaire animalier et à la nature, peuvent également demander une formation sur mesure.